# 拐神星
小行星101（101 Helena）是一顆體積頗大的小行星帶天體。
这颗小行星是由美国-加拿大天文学家詹姆斯·克雷格·沃森於1868年8月15日發現的。其名字来自希腊神话中被特洛伊王子帕里斯拐走的美女海伦。
| 前一小行星： (100)权神星 | 小行星列表 | 後一小行星： (102)圣女星 |